# Cieśnina Cooka
Cieśnina Cooka (ang. Cook Strait, maori Te Moana o Raukawa) – cieśnina morska znajdująca się pomiędzy dwiema głównymi wyspami Nowej Zelandii – Wyspą Północną i Południową. Łączy Morze Tasmana z pełnymi wodami Oceanu Spokojnego. Ma długość 107 km i średnią szerokość 77 km. W najwęższym miejscu cieśnina ma 24 km. 
Linia brzegowa cieśniny jest dość nieregularna, z licznymi zatokami. W jednej z nich ulokowało się Wellington – stolica Nowej Zelandii.
Cieśnina została nazwana na cześć jej odkrywcy, Jamesa Cooka, który jako pierwszy Europejczyk przepłynął nią w 1770.